# Queen: The eYe
Queen: The eYe is een 3D-action-adventurecomputerspel. Het is in 1998 uitgebracht door Electronic Arts en ontwikkeld door Destination Design. Het spel ontleent haar naam (deels) aan de muziek van Queen, die een prominente rol speelt.
Het spel bestaat uit vijf cd's. Naast het spel zelf, bevat het spel instrumentale versies van veel Queen-nummers. Hierdoor wordt het spel als verzamelobject beschouwd onder Queen-fans. Desondanks verkocht het spel slecht. Dit kwam onder andere door de matige gameplay en doordat het spel, vanwege de zeer lange ontwikkeltijd, op het moment van uitgave al gedateerd overkwam.

## Spelopzet
Het spel speelt zich af in de toekomst waar de wereld wordt beheerst door een machine, genaamd The eYe. Deze machine heeft alle vormen van creativiteit uitgebannen. De speler neemt de vorm van het personage Dubroc aan, een geheim agent met als missie om The eYe the vernietigen. In verschillende levels, allen gebaseerd op de muziek van Queen, moet Dubroc agenten van The eYe verslaan. Het verhaal heeft een opvallende overeenkomst met die van de Queen-musical We Will Rock You.